# Харловка (Омская область)
Харловка — деревня в Москаленском районе Омской области России. Входит в состав Краснознаменского сельского поселения. Население 64 чел. (2010) .

## История
В соответствии с Законом Омской области от 30 июля 2004 года № 548-ОЗ «О границах и статусе муниципальных образований Омской области» деревня вошла из Тумановской сельской администрации в состав образованного муниципального образования «Краснознаменское сельское поселение».

## География
Харловка находится на юго-западе региона, в пределах Ишимской равнины, являющейся частью Западно-Сибирской равнины, в болотистой местности.
Абсолютная высота — 118 м над уровнем моря.

## Население
| 2010 |
| ---- |
| 64   |

Гендерный состав
По данным Всероссийской переписи населения 2010 года в гендерной структуре населения из 64 жителей мужчин и женщин по 32 человек (по 50,0 % каждая когорта)
Национальный состав
Согласно результатам переписи 2002 года, в национальной структуре населения русские составляли 89 % от общей численности населения в 66 чел..

## Инфраструктура
Развитое сельское хозяйство. Личное подсобное хозяйство.

## Транспорт
Автодорога «Красное Знамя — Харловка» (идентификационный номер 52 ОП МЗ Н-202) длиной 3,40 км..